# Problepsis kardakoffi
Problepsis kardakoffi är en fjärilsart som beskrevs av Louis Beethoven Prout 1938. Problepsis kardakoffi ingår i släktet Problepsis och familjen mätare. Inga underarter finns listade i Catalogue of Life.